# Frederik Madsen
Frederik Rodenberg Madsen (22 de gener de 1998) és un ciclista danès, professional des del 2017. Combina el ciclisme en pista amb la carretera. Els majors èxits els ha aconseguit en pista, on ha guanyat la medalla de bronze als Jocs Olímpics de Rio de Janeiro de 2016 en la prova de Persecució per equips, així com tres medalles al Campionat del Món en pista, una d'or, una de plata i una de bronze.

## Palmarès en pista
- 2016
  -  Medalla de bronze als Jocs Olímpics de Rio de Janeiro en persecució per equips (amb Lasse Norman Hansen, Niklas Larsen, Casper von Folsach i Rasmus Christian Quaade)
  -  Medalla de bronze al Campionat del Món en pista de persecució per equips (amb Lasse Norman Hansen, Niklas Larsen i Casper von Folsach)
- 2018
  -  Medalla de plata al Campionat del Món en pista de persecució per equips (amb Niklas Larsen, Julius Johansen i Casper von Folsach)
- 2020
  -  Campió del Món en pista de persecució per equips (amb Norman Hansen, Julius Johansen i Rasmus Pedersen)

### Resultats a laCopa del Món
- 2016-2017
  - 1r a Cali, en Persecució per equips
- 2019-2020
  - 1r a Minsk, en Persecució per equips (amb Julius Johansen, Rasmus Pedersen i Lasse Norman Hansen)
  - 1r a Glasgow, en Persecució per equips (amb Julius Johansen, Rasmus Pedersen i Lasse Norman Hansen)

## Palmarès en ruta
- 2017
  - Vencedor d'una etapa al París-Arràs Tour
- 2019
  - 1r al Gran Premi de Frankfurt sub-23
  - 1r a la Skive-Løbet
- 2020
  - Vencedor d'una etapa al Bałtyk-Karkonosze Tour